# Hadula leucheima
Hadula leucheima là một loài bướm đêm trong họ Noctuidae.